# The Moody Blues - Live at the Isle of Wight Festival 1970
The Moody Blues - Live at the Isle of Wight Festival 1970 is een livealbum van de Britse band Moody Blues. De Moodies waren toen al bijna op de top van hun kunnen. Het album valt chronologisch tussen de releases van A Question of Balance en Every Good Boy Deserves Favour. De opnamen van dit concert op het eiland Wight komen in 2008 voor het eerst uit als muziekalbum. De geluidskwaliteit is matig tot redelijk, maar laat horen waartoe men toentertijd in staat was, met name op het gebied van de mellotron, het muziekinstrument dat het regelmatig liet afweten.
Op 23 oktober 1970 gaven de Moody Blues een avondconcert in het Concertgebouw te Amsterdam.

## Musici
- Justin Hayward – zang, gitaar;
- John Lodge - zang, basgitaar,
- Ray Thomas - zang, blaasinstrumenten;
- Mike Pinder – zang, toetsen;
- Graeme Edge - drums

## Composities
1. Gypsy (Of a Strange and Distant Time)
2. The sunset
3. Tuesday afternoon
4. Minstrel’s song
5. Never comes the day
6. Tortoise and the hare
7. Question
8. Melancholy man
9. Are you sitting comfortably?
10. The dream
11. Have you heard (I en II)
12. Nights in White Satin
13. Legend of a mind
14. Ride my see saw